# Karlsplatz (Prag)
Der Karlsplatz (tschechisch Karlovo náměstí) in der Prager Neustadt bildete im Mittelalter und in der Neuzeit deren administratives und wirtschaftliches Zentrum und war der wohl größte Marktplatz Europas. Seine zentrale Funktion hat erst in jüngerer Zeit der Wenzelsplatz übernommen.

## Geschichte
Mit der Anlage der Prager Neustadt nach 1348 ließ König Karl IV. durch Verbreiterung einer über die Prager Kleinseite, eines im frühen Mittelalter bedeutenden Umschlagplatzes des Sklavenhandels verlaufenden Fernhandelsstraße den Viehmarkt (tschechisch Dobytčí trh) anlegen. Mit einer Ausdehnung von rund 550 × 150 Meter war dieser lange Zeit der größte Platz Europas. Er diente hauptsächlich dem Vieh-, Fisch-, Holz- und Kohlenhandel. Dem Handel mit Pferden und Waffen diente der ebenfalls in dieser Zeit an der Grenze zur Altstadt angelegte Roßmarkt, der später in Wenzelsplatz umbenannt wurde. Die damit verbundene wirtschaftliche Entwicklung der entstehenden Stadt Prag führte 1348 zur Gründung der Karls-Universität Prag.

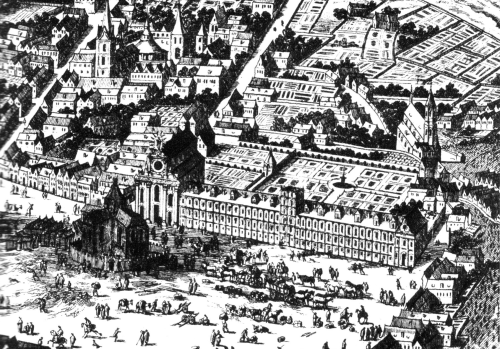
Der Viehmarkt und das Jesuitenkolleg im Jahr 1685

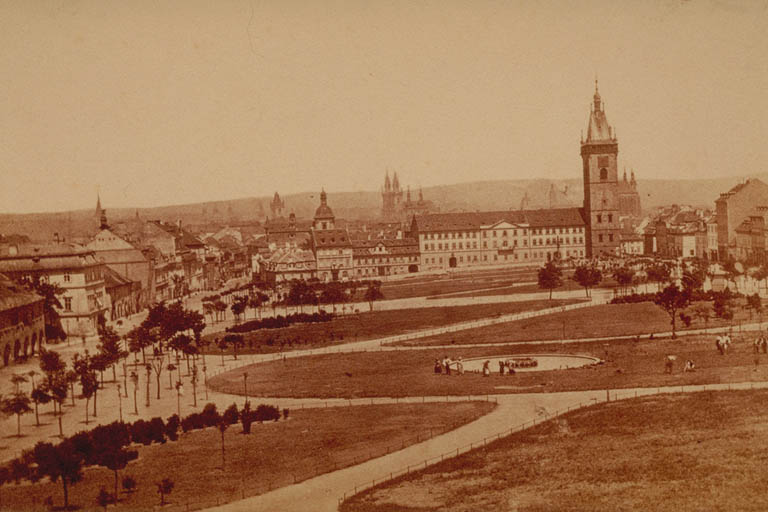
Der Karlsplatz im Jahr 1871

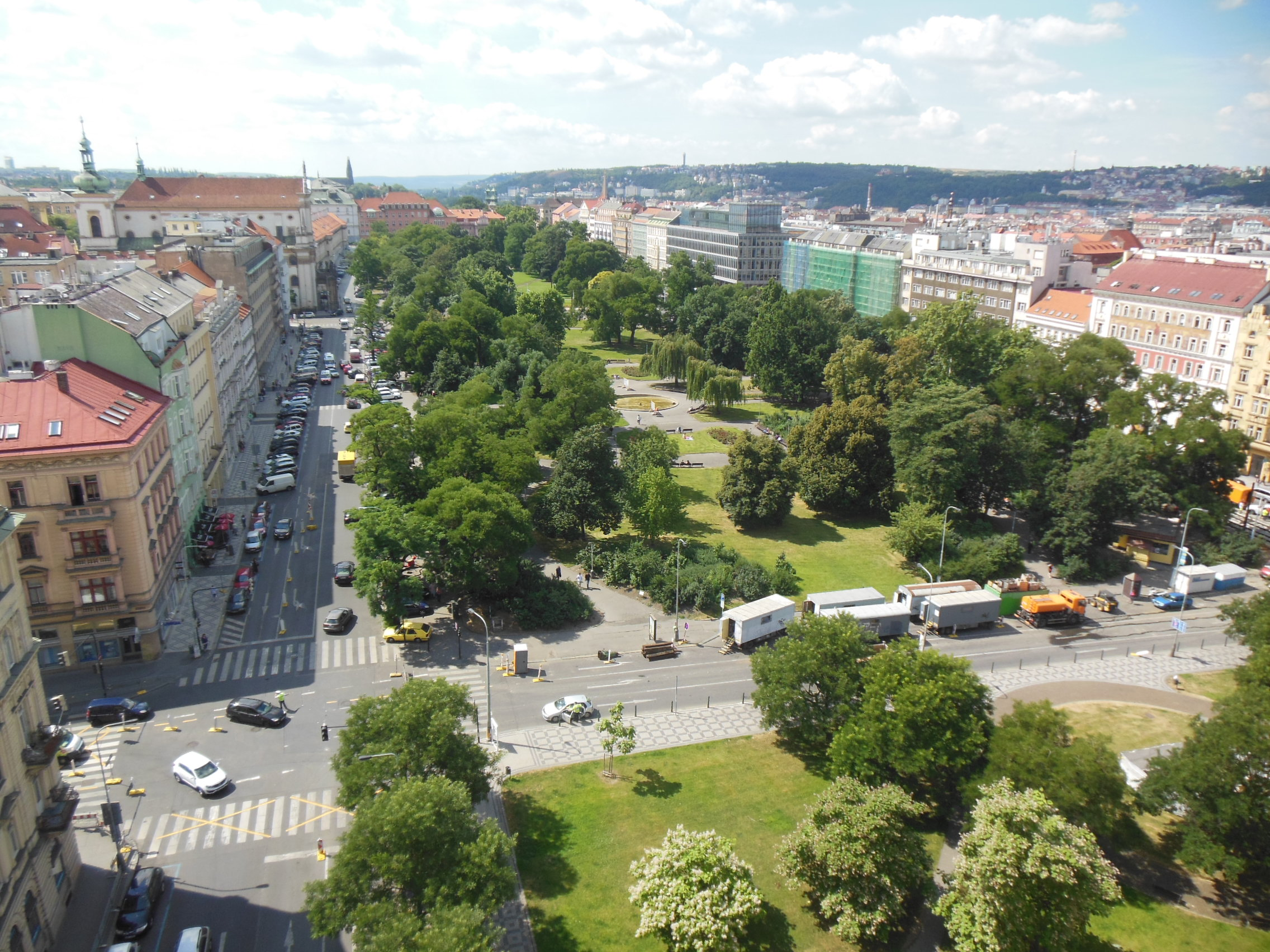
Blick auf den Karlsplatz vom Neustädter Rathaus

Auf dem Viehmarkt waren ursprünglich zwei lange Reihen von Markthallen geplant, sie konnten aber anscheinend nur teilweise vollendet werden. Sie sind in der Art einer Basilika mit einem durch Obergaden belichteten Mittelschiff errichtet worden, die durch mindestens einen Quergang verbunden waren und dienten wahrscheinlich dem Fischhandel. Der Getreidehandel wurde mit der Zeit in die beiden den Markt rechtwinklig kreuzenden Gassen verlegt, die danach die Namen Korngasse (heute Žitná ulice) und Gerstengasse (heute Ječná ulice) erhielten.
1848 wurde der Platz in Karlsplatz umbenannt und zwischen 1843 und 1863 von František Josef Thomayer als Park gestaltet. Aus dieser Zeit sind noch zahlreiche alte Bäume wie Linden, Platanen oder Kastanien erhalten. Im Park befinden sich Denkmäler für Vítězslav Hálek, Eliška Krásnohorská, Jan Evangelista Purkyně, Benedict Roezl und Karolína Světlá.
Ab 2026 sollen der gesamte Platz und der Park neu gestaltet werden.

## Infrastruktur
Der Karlsplatz ist der zentrale Knoten der Straßenbahn Prag, an dem die meisten Linien aufeinandertreffen. Außerdem befindet sich hier die Station Karlovo náměstí der Metrolinie B.
Am Karlsplatz befindet sich das Polytechnikum der Technischen Universität, das Allgemeine Krankenhaus sowie das Einkaufszentrum Charles Square Center.

## Architektur

### Heilig-Blut- oder Fronleichnamskapelle
In der Mitte des Platzes stand ein hölzerner Turm, in dem ab 1354 einmal im Jahr die Reichskleinodien und Reliquien öffentlich gezeigt wurden. König Karl IV. hatte das damit verbundene Heiltumsfest zum allgemeinen Feiertag im Heiligen Römischen Reich bestimmt, wodurch Prag zu einem der bedeutendsten Pilgerzentren Mitteleuropas wurde.
Der Bau der Heilig-Blut- oder Fronleichnamskapelle anstelle des erwähnten Turms war noch zu Lebzeiten Karls IV. geplant gewesen. Sie wurde jedoch erst 1382 begonnen und um 1393 fertiggestellt. Im Jahr 1437 wurden in dieser Kapelle die Kompaktate proklamiert, ein Abkommen zwischen den Hussiten in Böhmen und den römisch-katholischen Vertretern am Konzil von Basel. – Obwohl die Kapelle 1791 abgerissen wurde, lässt sich aufgrund alter Stiche ihre Gestalt rekonstruieren. Es handelte sich um eine kreuzförmige Anlage mit einem zentralen Turm. Von dessen oberen äußeren Umgang wurden die Reliquien gezeigt. Zwischen den Kreuzarmen, die außer dem westlichen polygonal geschlossen waren, befanden sich diagonal eingestellte, ebenfalls polygonale Nebenchöre. Zum Schutz der Kostbarkeiten war die Kapelle mit einer ringförmigen, mit Wehrgang und Zinnen versehenen Mauer mit drei Toren umgeben. Die Kapelle orientierte sich damit nicht nur inhaltlich, sondern auch in der Architektur an der Aachener Pfalzkapelle, einem weiteren bedeutenden Pilgerzentrum im späten Mittelalter.

### Neustädter Rathaus

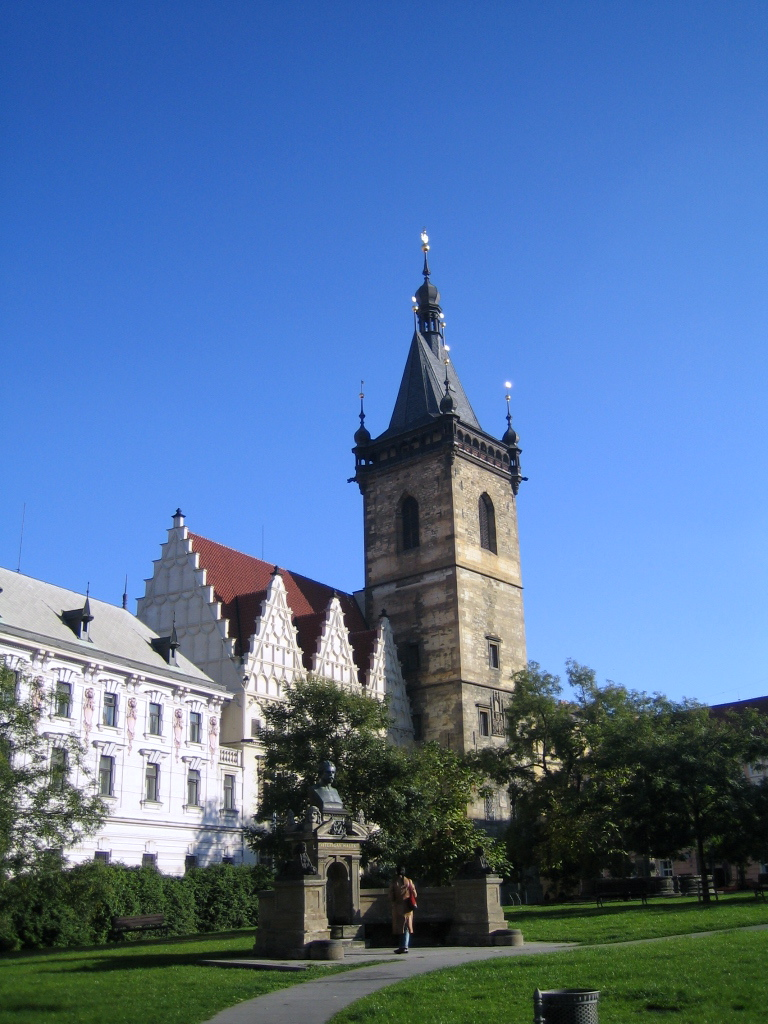
Neustädter Rathaus mit dem Bronzedenkmal des Predigers Jan Želivský im Vordergrund

In dominanter Lage an der Nordostecke des Viehmarktes befindet sich auf einem markanten Geländesprung das in der zweiten Hälfte des 14. Jahrhunderts errichtete Neustädter Rathaus (Novoměstská radnice) als Symbol der selbstständigen königlichen Stadt. Hier fand 1419 der erste Prager Fenstersturz statt. Eine Gedenktafel an der Fassade zur Vodičkova hin ehrt hier eingekerkerte Teilnehmer des Prager Pfingstaufstandes im Jahr 1848, drei Vorkämpfer der Arbeiterbewegung aus dem Jahr 1879 sowie Mitglieder der Omladina-Jugend 1893. Vor dem Neustädter Rathaus befindet sich ein Brunnen mit einer Statue des Heiligen Joseph.

### Faust-Haus

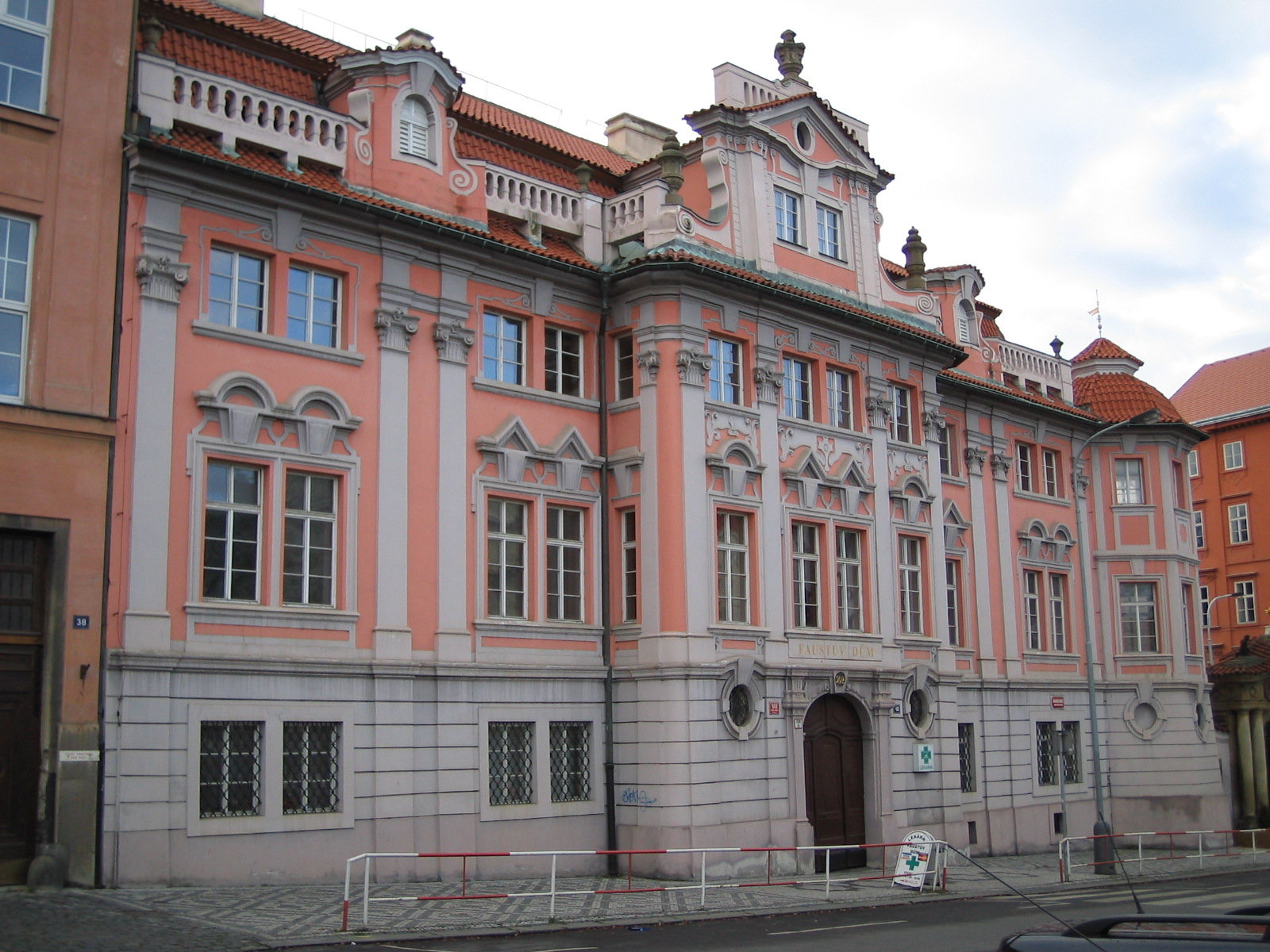
Das Faust-Haus (rechts das Eingangstor zum Vorhof der Nepomuk-Kirche)

Auch die übrigen Seiten des Viehmarktes wurden nach der Anlage des Platzes recht zügig bebaut, wobei sich hier vor allem Angehörige des Adels und des königlichen Hofes niederließen. An der Südseite des Platzes stand zum Beispiel der gotische Palast der Herzöge von Troppau, deren Grundstück sich weit nach Süden erstreckte. In der Renaissance wurde das Faust-Haus (Faustův dům) Nr. 40/502 umgebaut und unter anderem mit einem Erker erweitert. Das Gebäude präsentiert sich nach einer weiteren Umgestaltung zwischen 1740 und 1770 in barocken Formen.
Schon im 14. Jahrhundert beschäftigten sich die Bewohner dieses Hauses angeblich mit chemischen Versuchen. Im 16. Jahrhundert hatte der englische Abenteurer und Alchimist Edward Kelley mit dem Hausbesitzer, dem Hofarzt Rudolfs II. Johann Kopp, experimentiert. Der Kaiser hatte sich die Herstellung von Gold versprechen lassen und ihn in den Adelsstand erhoben. Rudolfs Nachfolger Kaiser Matthias ließ Kelley später im Weißen Turm nahe dem Georgskloster auf der Prager Burg einsperren. Im 18. Jahrhundert hatte noch einmal Chemiker Ferdinand Antonín Mladota von Solopisk hier Versuche angestellt. Hieraus entstand die Sage von Doktor Faustus in Prag, die sich mit dem Haus verknüpfte. Heute dient es recht passend als Apotheke des Krankenhauses.

### St. Johannes von Nepomuk am Felsen
An der Südwestecke des Karlsplatz direkt neben dem Faust-Haus erhebt sich das zweiflüglige Eingangsportal zum Kirchhof der Barockkirche St. Johannes Nepomuk auf dem Felsen. Die Front der Kirche mit ihrer Freitreppe und der Doppelturmfassade ist jedoch zur Straße Na Slupi gewandt, die vom Karlsplatz nach Süden führt.

### Jesuitenkolleg und St.-Ignatius-Kirche

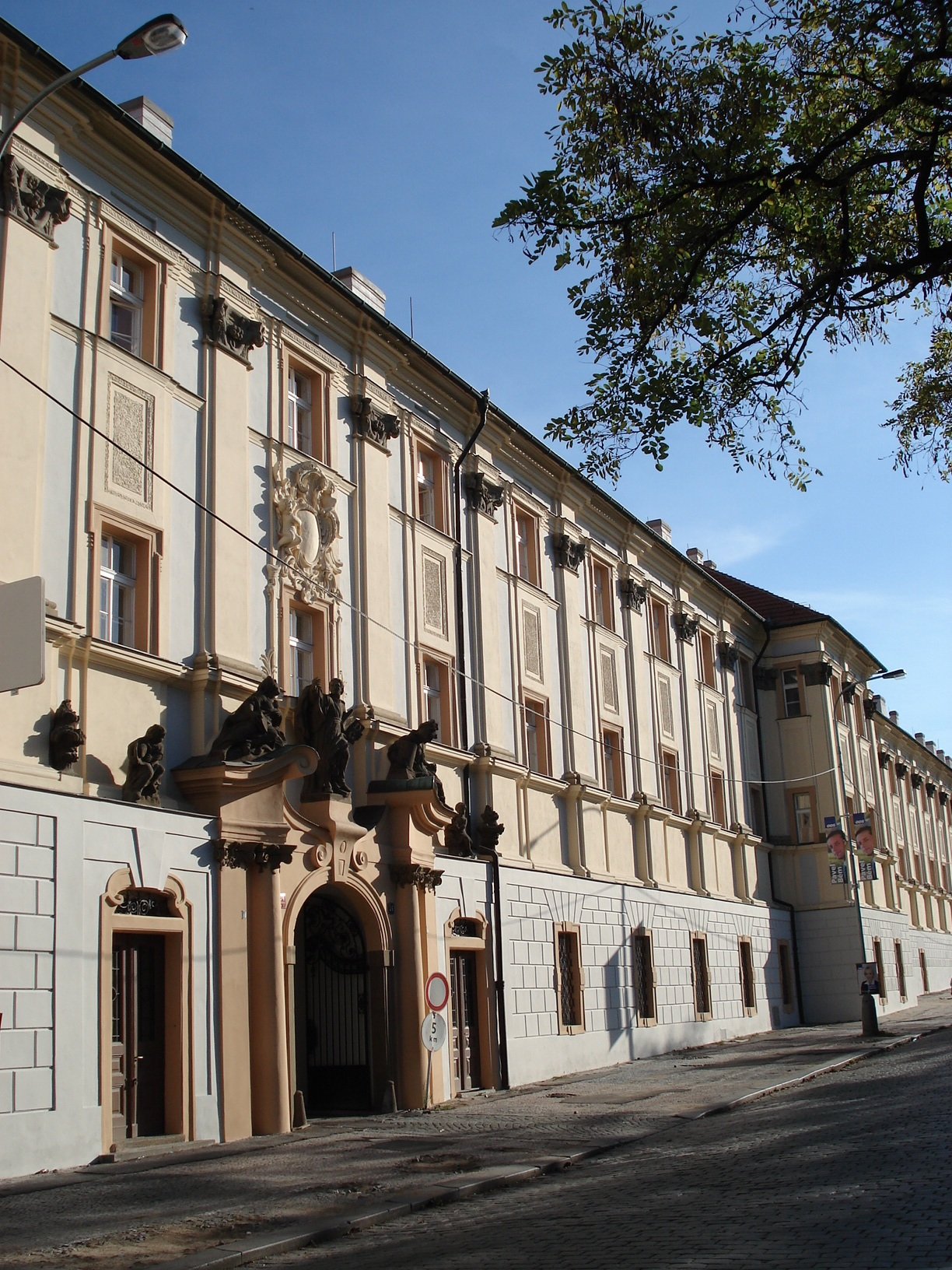
Das ehemalige Jesuitenkolleg

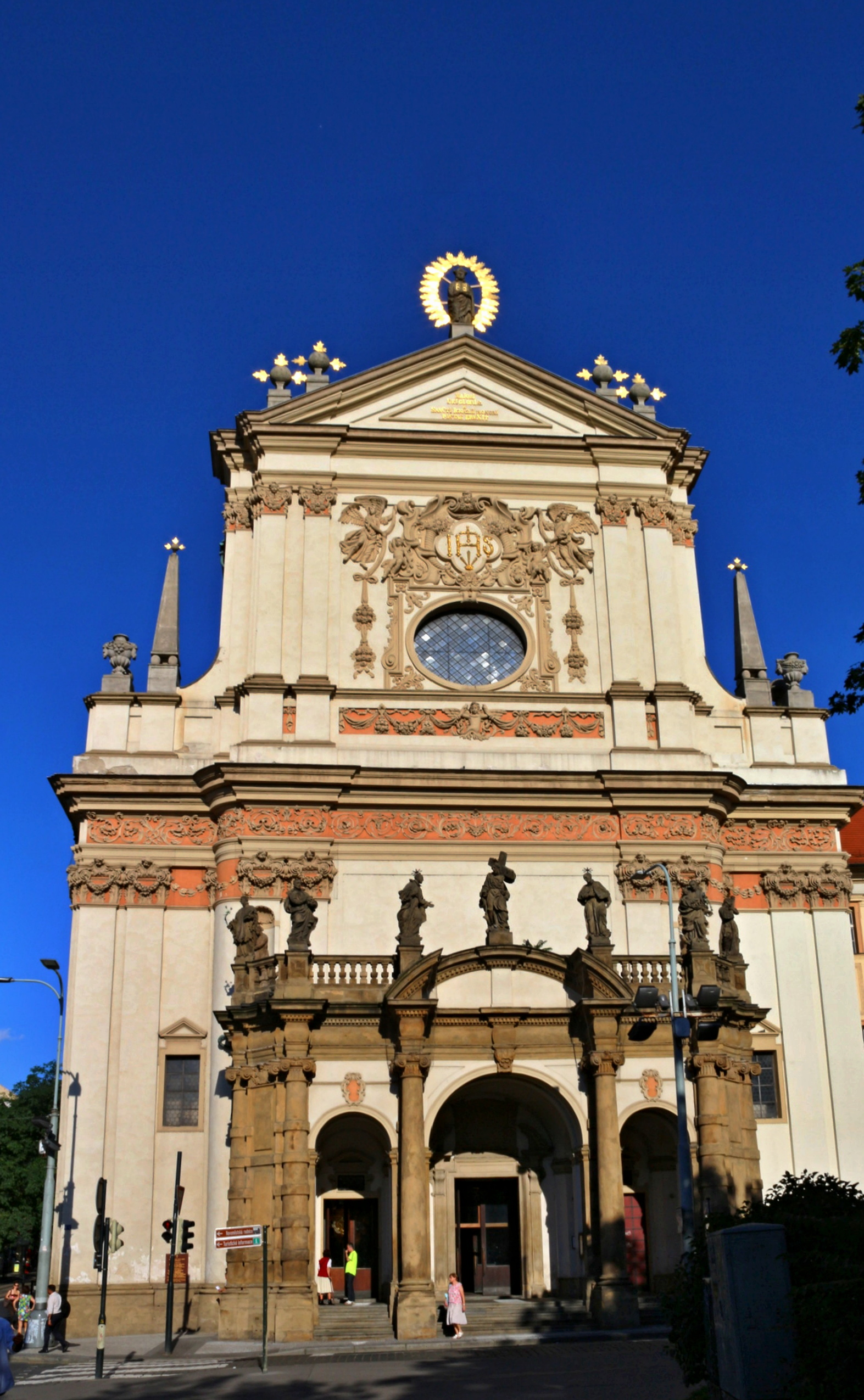
St.-Ignatius-Kirche

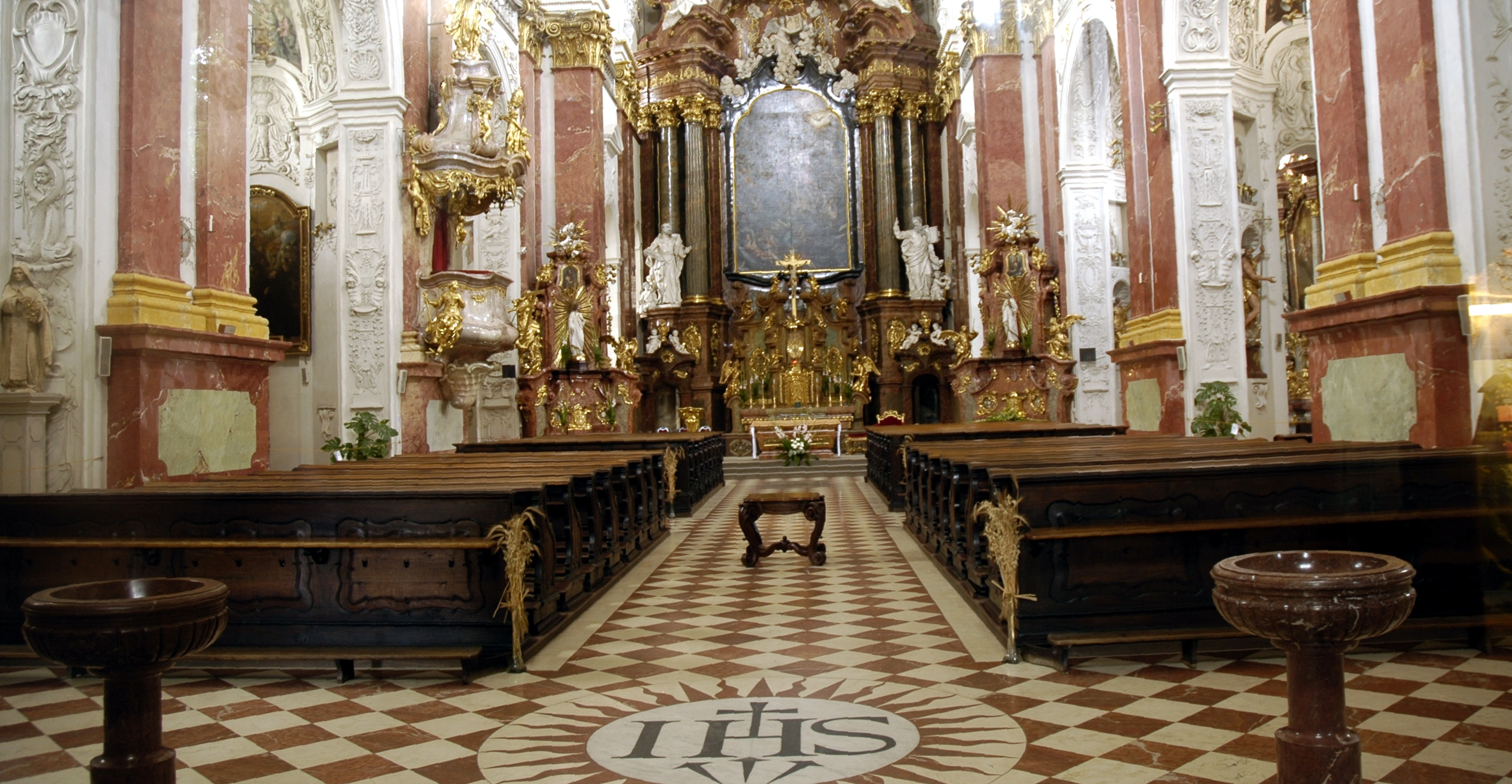
Innenansicht der Ignatiuskirche der Jesuiten

An der langen Ostseite des Platzes entstand nach dem Abbruch von 23 Bürgerhäusern und 13 Gärten das Jesuitenkolleg, neben dem Klementinum und dem jüngeren Jesuitenkollegium St. Niklas auf der Kleinseite die dritte Niederlassung des Ordens in Prag. Der frühbarocke zweigeschossige Pilasterbau wurde von 1658 bis 1667 errichtet, das Nordende des Kollegs jedoch erst 1770 fertiggestellt. Nach Aufhebung des Jesuitenordens diente das Gebäude ab 1773 als Militärspital, seit dem 19. Jahrhundert ist es ein Krankenhaus (Všeobecná fakultní nemocnice, Allgemeines Fakultätskrankenhaus). Der Orden der Jesuiten gründete 1866 in einem Haus neben der Kirche, die wieder in seine Obhut kam, eine neue Residenz. Dieser Konvent wurde 1950 bei der Aktion K aufgehoben.
Die Jesuiten wirkten zunächst in der gotischen Fronleichnamskirche, die ihnen 1623 während der Rekatholisierung in Böhmen von Ferdinand II. mit mehreren Grundstücken geschenkt worden war. In den Jahren 1665–1670 baute Carlo Lurago nach Plänen Giovanni Domenico Orsi die St.-Ignatius-Kirche (Kostel sv. Ignáce) als erste wirklich barocke Kirche auf dem rechten Ufer der Moldau. Sie zeigt große Ähnlichkeit zur Kirche Il Gesù in Rom. Am Vordergiebel steht eine St. Ignatius Statue mit Strahlenkreis aus dem Jahr 1671. Den viereckigen Turm und den Arkadenporticus fügte Paul Ignaz Bayer 1686–1699 an. Zur gleichen Zeit hat Antoni Soldati den reichen Fassadenschmuck und die Ausschmückung des Kircheninneren ausgeführt.